# Abondant
Abondant ist eine französische Gemeinde mit 2.446 Einwohnern (Stand: 1. Januar 2022) im Département Eure-et-Loir in der Région Centre-Val de Loire in Frankreich. Sie gehört zum Kanton Anet und zum Gemeindeverband Agglo du Pays de Dreux. Abondant liegt an der Grenze zu den Regionen Normandie und Île-de-France.

## Geografie
Abondant liegt etwa 75 Kilometer westlich von Paris. Im Nordwesten reicht das Gemeindegebiet auf 300 m Länge an das rechte Ufer der Eure heran. Umgeben ist Abondant von den Nachbargemeinden Sorel-Moussel im Norden und Nordwesten, Rouvres im Nordosten, Bû im Osten, Serville im Südosten, Cherisy im Süden und Südosten, Montreuil im Süden und Südwesten, Saint-Georges-Motel im Westen sowie Marcilly-sur-Eure im Nordwesten.

## Geschichte
Der Ort hieß bis 1801 Habondant.
Im Jahr 1939 wurden hier 2000 spanische Flüchtlinge aus dem Bürgerkrieg untergebracht.

## Bevölkerungsentwicklung
| Jahr                       | 1962 | 1968 | 1975 | 1982 | 1990 | 1999 | 2006 | 2018 |
| -------------------------- | ---- | ---- | ---- | ---- | ---- | ---- | ---- | ---- |
| Einwohner                  | 0751 | 0815 | 1017 | 1314 | 1494 | 1742 | 1977 | 2368 |
| Quellen: Cassini und INSEE |      |      |      |      |      |      |      |      |

## Kultur und Sehenswürdigkeiten
- Kirche Saint-Pierre aus dem 13. Jahrhundert
- Polissoirs d'Abondant
- Schloss Abondant, seit 1928 Monument historique
- Achteckiger Pavillon, seit 1969 Monument historique

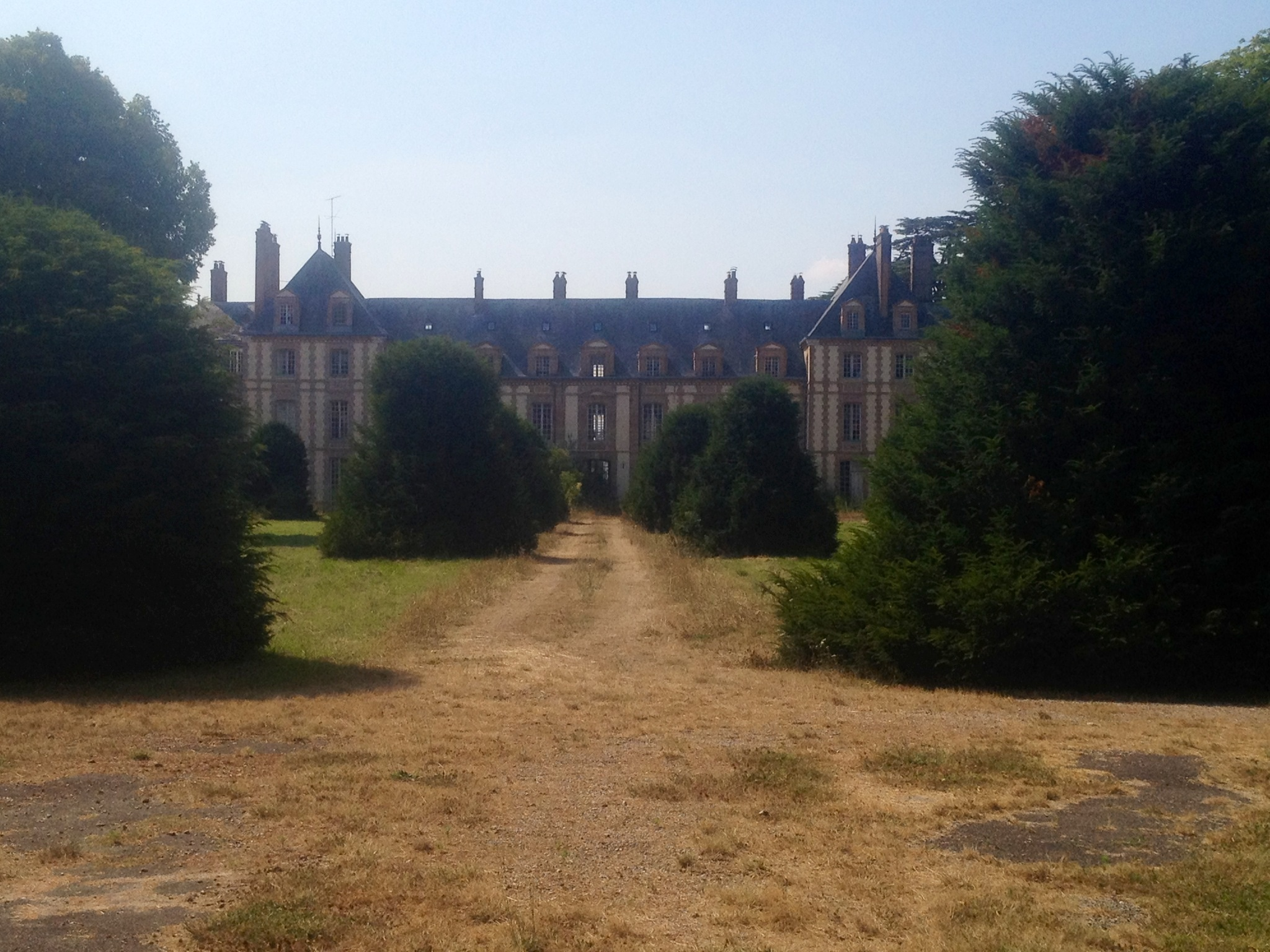
Schloss Abondant
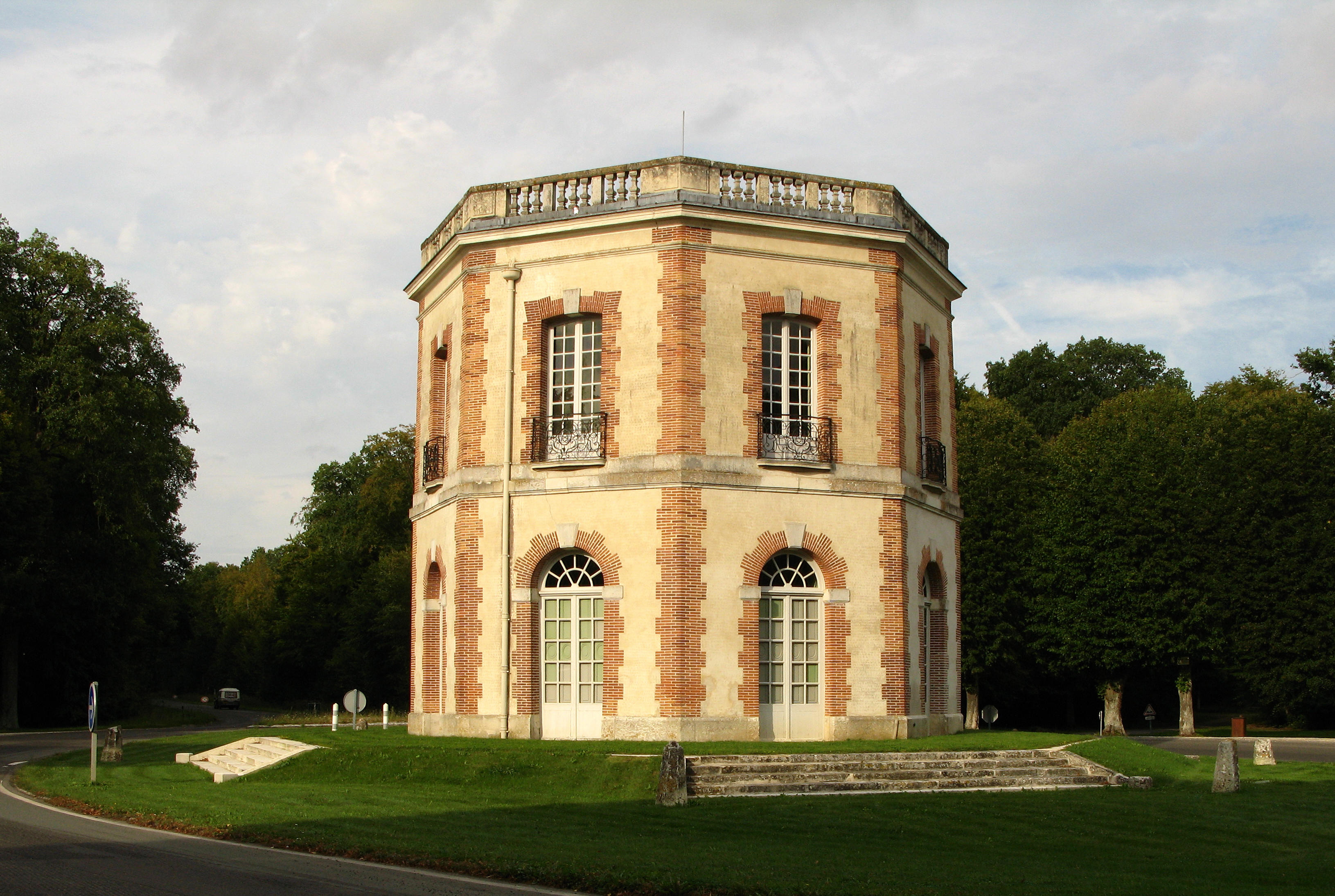
Achteckiger Pavillon
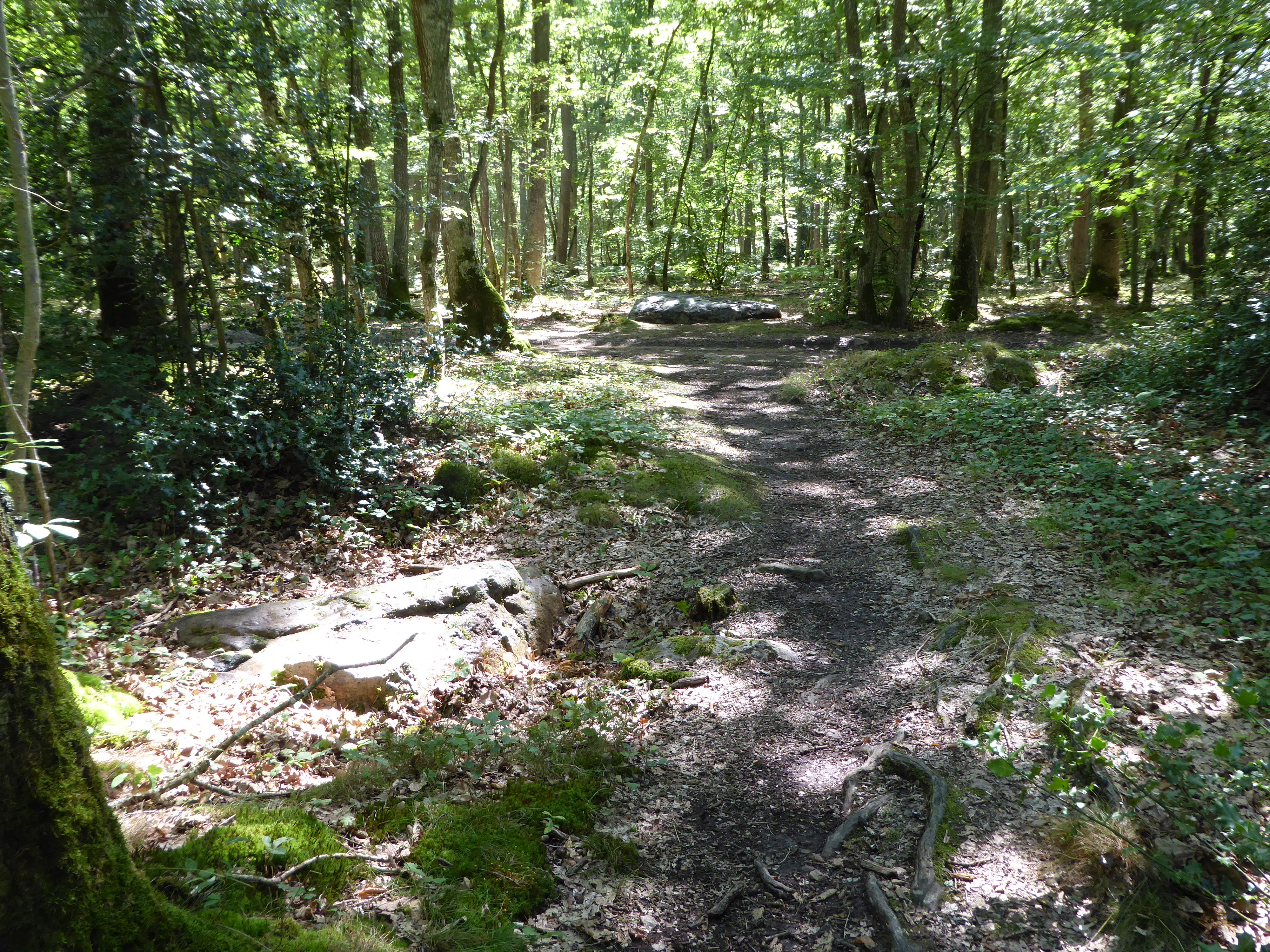
Polissoirs d'Abondant